# Franklin & Bash
Franklin & Bash es una comedia dramática estadounidense, creada por  Kevin Falls y Bill Chais. La serie es protagonizada por Mark-Paul Gosselaar y Breckin Meyer como dos abogados poco convencionales, dispuestos a hacer todo por complacer a  sus clientes. Ganar un caso de muy alto perfil les traerá grandes cambios a sus vidas. Cada uno tiene ciertas cualidades que hace que sean la pareja de abogados perfecta. La serie fue estrenada el 1 de junio de 2011 en EE. UU. por el canal TNT y lanzada el 11 de agosto en Latinoamérica por el Canal Sony. El 3 de octubre de 2011 se estrenaba en España en el canal de pago Sony Televisión y el 30 de mayo de 2012 lo haría en televisión en abierto, a través del canal Factoría de Ficción.
El 26 de julio de 2011 fue renovada para una segunda temporada que constará de 10 episodios. El 28 de septiembre de 2012, TNT decidió renovar la serie para una tercera temporada. El 17 de octubre de 2013, la serie fue renovada para una cuarta temporada. TNT decidió no renovar la serie para una quinta temporada.

## Argumento
Peter Bash es tenaz, apasionado, mujeriego y buen amigo. Jared Franklin está más centrado, desea hacer lo correcto y alejarse de la sombra de su padre, un conocido abogado. Jared y Peter son abogados, amigos y supervivientes natos. Se dedican a casos fáciles: accidentes de coche, demandas al ayuntamiento, etc. Usan métodos poco ortodoxos pero efectivos. Gracias a esto consiguen la atención de Stanton Infeld, dueño de Infeld Daniels, una de las firmas de abogados más importantes de Los Ángeles, quien cree que son perfectos para darle una nueva energía a su compañía ya que le recuerdan a él mismo en sus inicios. Mientras se adaptan a su nuevo empleo, Jared y Peter tendrán la ayuda de Carmen y Pindar; pero al mismo tiempo no serán bien recibidos por varios de sus compañeros, especialmente Damien Karp, el sobrino de Infeld.

## Personajes

### Personajes Principales
- Breckin Meyer como Jared Franklin.
- Mark-Paul Gosselaar como Peter Bash.
- Malcolm McDowell como Stanton Infeld.
- Dana Davis como Carmen Phillips.
- Kumail Nanjiani como Pindar Singh.
- Reed Diamond como Damien Karp.
- Garcelle Beauvais como Hanna Linden (Temporadas 1 y 2).
- Heather Locklear como Rachel King (Temporada 3).[12]

### Personajes Secundarios
- Alexandra Holden como Debbie Wilcox.
- Claire Coffee como Janie Ross.
- Rhea Seehorn como Ellen.
- Gates McFadden  como Jueza Mallory Jackobs.